# Working Class Hero: The Definitive Lennon
Working Class Hero: The Definitive Lennon è una compilation di John Lennon, pubblicata nel 2005.

## Descrizione
I 38 brani presenti nella raccolta spaziano lungo l'intera carriera solista dell'ex Beatle, con l'inclusione di tutte le canzoni di Lennon pubblicate come singolo ad eccezione della postuma Every Man Has A Woman Who Loves Him. Nella compilation sono inclusi i brani maggiormente rappresentativi tratti dai sette album in studio pubblicati da Lennon tra il 1970 e il 1980, con l'appendice del postumo Milk and Honey del 1984. Si tratta della raccolta più esausitiva di John Lennon contenendo tutte le tracce presenti sulla precedente compilation Lennon Legend: The Very Best of John Lennon e tutte, tranne una, quelle incluse in The John Lennon Collection. Il DVD bonus incluso nella versione deluxe pubblicata dalla EMI il 23 ottobre 2008, è il precedentemente già pubblicato DVD Lennon Legend.

## Tracce

### Disco 1
1. (Just Like) Starting Over – 3:56 (Double Fantasy, 1980)
2. Imagine – 3:02 (Imagine, 1971)
3. Watching the Wheels – 3:30 (Double Fantasy, 1980)
4. Jealous Guy – 4:14 (Imagine, 1971)
5. Instant Karma! – 3:20
6. Stand by Me (Ben E. King, Jerry Leiber, Mike Stoller) – 3:26 (Rock 'n' Roll, 1975)
7. Working Class Hero – 3:48 (John Lennon/Plastic Ono Band, 1970)
8. Power to the People – 3:22
9. Oh My Love (Lennon, Yoko Ono) – 2:44 (Imagine, 1971)
10. Oh Yoko! – 4:18 (Imagine, 1971)
11. Nobody Loves You (When You're Down And Out) – 5:07 (Walls and Bridges, 1974)
12. Nobody Told Me – 3:34 (Milk and Honey, 1984)
13. Bless You – 4:37 (Walls and Bridges, 1974)
14. Come Together (Live) (Lennon, Paul McCartney) – 4:22 (Live in New York City, 1986)
15. New York City – 4:31 (Some Time in New York City, 1972)
16. I'm Stepping Out – 4:06 (Milk and Honey, 1984)
17. You Are Here – 4:07 (Mind Games, 1973)
18. Borrowed Time – 4:29 (Milk and Honey, 1984)
19. Happy Xmas (War is Over) (Lennon, Ono) – 3:37

### Disco 2
1. Woman – 3:33 (Double Fantasy, 1980)
2. Mind Games – 4:12 (Mind Games, 1973)
3. Out The Blue – 3:22 (Mind Games, 1973)
4. Whatever Gets You Thru the Night – 3:27 (Walls and Bridges, 1974)
5. Love – 3:23 (John Lennon/Plastic Ono Band, 1970)
6. Mother – 5:34 (John Lennon/Plastic Ono Band, 1970)
7. Beautiful Boy (Darling Boy) – 4:01 (Double Fantasy, 1980)
8. Woman is the Nigger of the World (Lennon, Ono) – 5:16 (Some Time in New York City, 1972)
9. God – 4:09 (John Lennon/Plastic Ono Band, 1970)
10. Scared – 4:36 (Walls and Bridges, 1974)
11. #9 Dream – 4:46 (Walls and Bridges, 1974)
12. I'm Losing You – 3:55 (Double Fantasy, 1980)
13. Isolation – 2:51 (John Lennon/Plastic Ono Band, 1970)
14. Cold Turkey – 5:01
15. Intuition – 3:08 (Mind Games, 1973)
16. Give Me Some Truth – 3:15 (Imagine, 1971)
17. Give Peace a Chance – 4:50
18. Real Love – 4:12 (John Lennon Anthology, 1998)
19. Grow Old With Me – 3:20 (John lennon Anthology, 1998)